# 미나미우라와역
미나미우라와역(일본어: 南浦和駅, みなみうらわえき)은 일본 사이타마현 사이타마시 미나미구에 있는 철도역이다.

## 타는 곳
| 1・2 | 게이힌 도호쿠 선 | 아카바네・우에노・도쿄・가마타・요코하마・간나이・이소고・오후나 방면                      |
| 3・4 | 게이힌 도호쿠 선 | 우라와・오미야 방면                                                                        |
| 5    | 무사시노 선      | 무사시우라와・니시코쿠분지・후추혼마치 방면                                                |
| 6    | 무사시노 선      | 히가시우라와・신마쓰도・니시후나바시 게이요 선에 직결 운행 도쿄(쾌속)・가이힌마쿠하리 방면 |

## 역사
- 1961년 7월 1일: 게이힌 도호쿠 선의 철도역이 영업 개시.
- 1973년 4월 1일: 무사시노 선이 개통, 철도역을 설치함.

## 인접역
| 동일본 여객철도 도호쿠 본선  | 동일본 여객철도 도호쿠 본선 | 동일본 여객철도 도호쿠 본선    |
| ---------------------------- | --------------------------- | ------------------------------ |
| 우라와 오미야 방면           | ■ 게이힌 도호쿠 선          | 와라비 오후나 방면             |
| 동일본 여객철도 무사시노 선  |                             |                                |
| 무사시우라와 후추혼마치 방면 | ■ 무사시노 선               | 히가시우라와 니시후나바시 방면 |